# Abdul Razak
Abdul Razak (11 de novembro de 1992, Abidjan, Costa do Marfim) é um futebolista marfinense que atua como um meio-campista 

## Carreira
Ele atuou pelo West Ham United e para o Manchester City na Premier League da Inglaterra.

## Seleção
Razak representou o elenco da Seleção Marfinense de Futebol no Campeonato Africano das Nações de 2013.